# Naši savci
Naši savci je kniha encyklopedického charakteru od Jana Hanzáka, kterou vydalo nakladatelství Albatros v roce 1970. Obsahuje základní údaje o 88 savcích, kteří byli známi v tehdejším Československu.

## Data o knize
Knihu napsal Jan Hanzák, barevné ilustrace přidala Dagmar Černá a pérovky Vratislav Mazák. Knihu vydalo nakladatelství Albatros ve své edici Oko (svazek 26). Vytištěna byla v nákladu 20 000 výtisků v tiskárně Polygrafia v Praze. Cena vázaného výtisku byla 31 Kčs.
Knížečka drobného formátu má 347 číslovaných a 6 nečíslovaných stran.
Publikace Naši savci je malým přírodopisným atlasem, jednoduchým, ale úplným průvodcem savčí zvířenou Československé republiky. Přehledným charakteristikám jednotlivých zvířat, k nimž je většinou připojeno barevné vyobrazení, předcházejí krátká ponaučení z historie vysazování cizích druhů do naší přírody a o tom, jak savce pozorovat a studovat. Knížka si všímá také biologických zvlaštností a zajímavostí a zahrnuje původní druhy, dnes již v některých případech vyhynulé či vyhubené, i druhy později zdomácnělé nebo vysazené.
Kniha má 10 kapitol a je doplněna abecedními seznamy českých jmen a vědeckých jmen.
- Úvodem
- Všeobecně o savcích
- Z historie vysazování cizích savců do naší přírody
- Jak pozorovat a studovat savce
- Hmyzožravci – ježci, rejsci, bělozubky, krtek
- Letouni – netopýři
- Zajíci – zajíci, králíci
- Hlodavci – veverky, sysel, svišť, bobr, plchové, myši, krysy, potkan, křeček, hraboši
- Šelmy – kočky, rys, vlk, liška, kuny, lasice, hranostaj, tchoř, jezevec, vydra, medvědi
- Sudokopytníci – prase, jeleni, daněk, los, srnec, zubr, kamzík, muflon